# Neonitocris servilis
Neonitocris servilis là một loài bọ cánh cứng trong họ Cerambycidae.